# Gunnar Larsson (nuotatore)
Karl Gunnar Larsson (Malmö, 12 maggio 1951) è un ex nuotatore svedese.

## Carriera
Nel 1972 vinse due ori olimpici a Monaco di Baviera. Portata a casa apparentemente senza problemi la vittoria nei 200 misti, nei 400 misti fu protagonista di una delle gare più avvincenti della storia del nuoto. In tale gara sfidava lo statunitense Tim McKee, che già aveva ottenuto l'argento proprio nei 200 misti. I due nuotatori si sfidarono alla pari per tutte e otto le vasche ed alla fine arrivarono simultaneamente sul traguardo col tempo al centesimo di 4'31"98. I giudici furono costretti a ricorrere ai millesimi di secondo, una decisione piuttosto insolita. Secondo il responso dei giudici Larsson aveva vinto con uno scarto di due millesimi di secondo, 4'31"981 contro 4'31"983. Dopo quell'episodio, il Comitato Olimpico Internazionale e la FINA decisero di assegnare ex aequo le medaglie ottenute in tali circostanze.
L'anno dopo Larsson vinse l'oro nei 200 misti ai primi campionati del mondo di nuoto, disputatisi a Belgrado.
È stato primatista mondiale dei 400 m sl e dei 200 m misti.
Nel 1970 aveva ricevuto la Medaglia d'oro dello Svenska Dagbladet, il premio assegnato dal quotidiano Svenska Dagbladet al miglior sportivo svedese dell'anno.
Nel 1979 fu inserito nella International Swimming Hall of Fame.
È il fratello delle nuotatrici olimpiche Karin Larsson e Kristina Larsson.